# Mugilogobius abei
Mugilogobius abei är en fiskart som först beskrevs av Jordan och Snyder, 1901.  Mugilogobius abei ingår i släktet Mugilogobius och familjen smörbultsfiskar. IUCN kategoriserar arten globalt som livskraftig. Inga underarter finns listade i Catalogue of Life.